# Horst Torka
Horst Torka (* 30. Juli 1926 in Gleiwitz, Oberschlesien; † 16. März 2005 in Bernau bei Berlin) war ein deutscher Schauspieler.

## Leben
Horst Torka war einer der ersten Schauspieler, der am Deutschen Theater-Institut Weimar Schloss Belvedere 1948 sein Schauspielstudium absolvierte. Ab 1952 bis Ende der 1950er Jahre wirkte am neu gegründeten Berliner Maxim-Gorki-Theater. In dieser Zeit war er auch mehrfach an DEFA-Spielfilmen beteiligt. Danach war er hauptsächlich für den Deutschen Fernsehfunk sowie dem Fernsehen der DDR tätig. Hier wurde er besonders von 1959 bis 1968 als Leutnant Timm in der Fernsehreihe Blaulicht bekannt. Des Weiteren arbeitete er sehr häufig als Hörspielsprecher.

## Filmografie
- 1953: Geheimakten Solvay
- 1954: Das geheimnisvolle Wrack
- 1954: Alarm im Zirkus
- 1954: Der Fall Dr. Wagner
- 1959: Ware für Katalonien
- 1959–1968 Blaulicht (Fernsehreihe, 24 Folgen)
- 1960: Blaulicht: Die Butterhexe (Fernsehreihe)
- 1976: Der Staatsanwalt hat das Wort: Der Brief aus Slubice (Fernsehreihe)
- 1979: Einfach Blumen aufs Dach
- 1982: Familie Rechlin (Fernsehfilm, 2 Teile)
- 1987: Einzug ins Paradies (Fernsehfilm, Teil 5)

## Theater
- 1952: Miroslav Stehlik nach A. S. Makarenkow: Der Weg ins Leben  – Regie: Werner Schulz-Wittan/Achim Hübner (Maxim-Gorki-Theater Berlin)
- 1955: Alexander Ostrowski: Der schöne Mann (George) – Regie: Hans-Robert Bortfeldt (Maxim-Gorki-Theater Berlin)

## Hörspiele

### Rundfunk der DDR
- 1958: Pavel Kohout: So eine Liebe (Kral) – Regie: Erich-Alexander Winds (Hörspiel)
- 1958: Wera Küchenmeister/Claus Küchenmeister: Damals achtzehn – neunzehn (Kurt) – Regie: Helmut Hellstorff (Dokumentarhörspiel)
- 1959: Kasper Germann: Ferien mit Ebbo (Eberhard Kintz, Oberschüler) – Regie: Theodor Popp (Hörspiel)
- 1959: Friedrich Karl Kaul/Walter Jupé: Alles beim alten (Peter Neumark) – Regie: Gert Beinemann (Hörspiel)
- 1960: Jiri Melisek: Eine Bärenjagd (Vojta Provaznik) – Regie: Werner Wieland (Hörspiel)
- 1960: Wolfgang Beck/Walter Karl Schweickert: Erich währt am längsten (Walter) – Regie: Wolfgang Brunecker (Hörspiel)
- 1961: Kurt Held: Die rote Zora und ihre Bande (Pavel) – Regie: Ingeborg Milster/Flora Hoffmann (Kinderhörspiel, 5 Teile)
- 1961: Ludovit Fil'an: Und es werde Licht … (Michal Strapak) – Regie: Hans Knötzsch (Hörspiel, 2. Preis im internationalen Hörspielwettbewerb)
- 1961: Alfred Matusche: Unrast (Achim) – Regie: Wolfgang Schonendorf (Hörspiel)
- 1963: Alexander Ostrowski: Der Wald (Pjotr) – Regie: Hans Knötzsch (Hörspiel)
- 1963: Hasso Laudon: Wie Anette ihre Schulmappe suchte (Teddy) – Regie: Flora Hoffmann (Kinderhörspiel)
- 1963: Joachim Goll: Eine kleine Hausmusik (Knirschek) – Regie: Hans Knötzsch (Hörspiel)
- 1964: Oswaldo Ramos: Dorina und meine Okarina (Erzähler) – Regie: Maritta Hübner (Kinderhörspiel/Kurzhörspiel)
- 1965: Egon Mathiesen: Mies mit den blauen Augen (Igel) – Regie: Joachim Herting (Kinderhörspiel/Kurzhörspiel)
- 1965: Kurt Belicke: Ein Tresor für zwei (Michael Heiß) – Regie: Werner Grunow (Hörspiel)
- 1966: Nikolai Nossow: Nimmerklug im Knirpsenland (Brummer) – Regie: Ingeborg Milster (Kinderhörspiel, 3 Teile)
- 1966: Siegfried Pfaff: Ach, wie dumm, dass niemand weiß (Erzähler) – Regie: Dora König (Kinderhörspiel)
- 1966: Hans Pfeiffer: Die neuesten Abenteuer des Detektiv Dick – Der große, große Schlaf (Gangster) – Regie: Ingeborg Milster (Kinderhörspiel)
- 1967: Michail Scholochow: Fremdes Blut (Wanja) – Regie: Werner Grunow (Hörspiel)
- 1967: Volkstext: Der Hase und der Brunnen (Hund) – Regie: Helmut Molleg (Kinderhörspiel)
- 1967: Petko Todorow: Die Drachenhochzeit (Bursche) – Regie: Wolfgang Brunecker (Hörspiel)
- 1967: Alexander Marodic: Der Mutige (Laszko) – Regie: Edgar Kaufmann (Kinderhörspiel)
- 1967: Hans Georg Herde: Kuddelmuddel in Pilzhausen (Postbote) – Regie: Detlef Kurzweg (Kinderhörspiel/Kurzhörspiel/Rätselsendung)
- 1968: Rolf Gumlich: Verliebt über anderthalb Ohren (Plum) – Regie: Horst Gosse (Kinderhörspiel)
- 1968: Nikolai Dubow: Der Junge am Meer (Grenzer) – Regie: Manfred Täubert (Kinderhörspiel)
- 1972: Gottfried Teichmann: Zwickmühle hoch 2 (Heiner Hilde) – Regie: Joachim Gürtner (Hörspielreihe: Neumann, zweimal klingeln)
- 1972: Ulrich Waldner: Gewitterstimmung (Klubhausleiter) – Regie: Joachim Gürtner (Hörspielreihe: Neumann, zweimal klingeln)
- 1972: Hans Draehmpaehl: Aktion Opa Heidemann (Leutnant Klinkenberg) – Regie: Detlef Kurzweg (Kinderhörspiel/Rätselsendung)
- 1973: Wilhelm Hampel: Zwecks Freizeitgestaltung (Höppner) – Regie: Joachim Gürtner (Hörspielreihe: Neumann, zweimal klingeln)
- 1973: Gisela Richter-Rostalski: Denkt lieber an Ewald (Peter) – Regie: Manfred Täubert (Kinderhörspiel)
- 1974: Gerhard Jäckel: Heute nicht  (Krankenträger) – Regie: Joachim Gürtner (Hörspielreihe: Neumann, zweimal klingeln)
- 1974: Joachim Witte: Männer mit kleinen Fehlern (Lange) – Regie: Joachim Gürtner (Hörspielreihe: Neumann, zweimal klingeln)
- 1974: Albert Plau: Villa Klamé  (Stimme) – Regie: Joachim Gürtner (Hörspielreihe: Neumann, zweimal klingeln)
- 1976: Tom Wittgen: Die Idee von nebenan  (Lange) – Regie: Joachim Gürtner (Hörspielreihe: Neumann, zweimal klingeln)
- 1976: Rudolf Bartsch: Der geschenkte Mörder (Sakristan) – Regie: Fritz-Ernst Fechner (Kriminalhörspiel)
- 1976: Hans Siebe: Der Tod des Reinhard Kunelka (Arzt) – Regie: Fritz-Ernst Fechner (Kriminalhörspiel)
- 1977: Arne Leonhardt: Wieder mal ein Kavalier sein (Kellner) – Regie: Joachim Gürtner (Hörspielreihe: Neumann, zweimal klingeln)
- 1977: Gerd Zebahl: Kumpane (Polizist) – Regie: Fritz-Ernst Fechner (Kriminalhörspiel/Kurzhörspiel)
- 1977: Sabine Fischer: Eine seltsame Kiste (Bahner) – Regie: Joachim Gürtner (Hörspielreihe: Neumann, zweimal klingeln)
- 1978: Jacob Grimm/Wilhelm Grimm: Das Meerhäschen (Fisch) – Regie: Christa Kowalski (Kinderhörspiel/Kurzhörspiel)
- 1978: Brigitte Gotthardt: Reiseabenteuer (Berliner) – Regie: Joachim Gürtner (Hörspielreihe: Neumann, zweimal klingeln)
- 1979: Imma Lüning: Die nächtliche Reise (Reisekorb) – Regie: Christa Kowalski (Kinderhörspiel aus der Reihe: Geschichten aus dem Hut)
- 1979: Horst G. Essler: Roboter weinen nicht (Littlelaw, Assistent) – Regie: Fritz-Ernst Fechner (Kriminalhörspiel)
- 1979: Eva Salzer: Weißpfötchen (Hund) – Regie: Christa Kowalski (Kinderhörspiel/Kurzhörspiel aus der Reihe: Geschichten aus dem Hut)
- 1980: Norbert Klein: Alles ist anders (Volkspolizist) – Regie: Wolfgang Brunecker (Hörspielreihe: Neumann, zweimal klingeln)
- 1980: Ottomar Lang: Wellermann machts möglich(Oberleutnant Gebhardt)  – Hans Knötzsch (Kriminalhörspiel/Kurzhörspiel)
- 1980: Silvia Schulz: Opa Rumpelstilzchen (Herr Müller) – Regie: Christa Kowalski (Kinderhörspiel aus der Reihe: Geschichten aus dem Hut)
- 1980: Brigitte Hähnel: Freitagnacht (Meister) – Regie: Fritz-Ernst Fechner (Hörspiel)
- 1980: Jorge Amado: Der gestreifte Kater und die Schwalbe Sinhá (Schwalbenvater) – Regie: Manfred Täubert (Kinderhörspiel)
- 1981: Reinhard Griebner: Schlachtenbummler – Regie: Joachim Gürtner (Hörspielreihe: Neumann, zweimal klingeln)
- 1982: John Brinckman: Der Zweikampf zwischen Fuchs und Igel (Igel) – Regie: Eveline Fuhrmeister (Kinderhörspiel aus der Reihe: Geschichten aus dem Hut)
- 1983: Linda Teßmer: 21:00 Uhr Erlenpark (Zeuge) – Regie: Fritz-Ernst Fechner (Kriminalhörspiel/Kurzhörspiel)
- 1983: Gabriele Herzog: Anton, Frieda und die neue Katze (Ludwig) – Regie: Maritta Hübner (Kinderhörspiel/Kurzhörspiel aus der Reihe: Geschichten aus dem Hut)
- 1984: Walter Stranka: Khalid und die Königin von Saba (Abdullah) – Regie: Manfred Täubert (Kinderhörspiel)
- 1984: Wilhelm Hampel: Die Karriere (BS-Leitung) – Regie: Joachim Gürtner (Kurzhörspiel aus der Reihe Waldstraße Nummer 7)
- 1984: Bodo Schulenburg: Maus mit blauen Socken (Plinse) – Regie: Manfred Täubert (Kinderhörspiel/Kurzhörspiel aus der Reihe: Geschichten aus dem Hut)
- 1984: Erwin Ziemer: Vatersorgen (Schaffner) – Regie: Joachim Gürtner (Kurzhörspiel aus der Reihe Waldstraße 7)
- 1984: Zlatko Seselj: Die Abenteuer der kleinen Magdica (Mauz, der Kater) – Regie: Albrecht Surkau (Kinderhörspiel)
- 1984: Ran Bossilek/Maria Georgiewa: Goltscho-Habenichts (Welko) – Regie: Helmut Hellstorff (Kinderhörspiel)
- 1985: Jacob Grimm/Wilhelm Grimm: Zaunkönig (Spatz) – Regie: Uwe Haacke (Kinderhörspiel)
- 1985: Vaclav Cibulka: Der Golem (Wenzel) – Regie: Uwe Haacke (Kinderhörspiel)
- 1986: Klaus Rohleder: Tautropfen und Kaninchen (Füllhalter) – Regie: Flora Hoffmann (Kinderhörspiel)
- 1986: Michael Kautz: Gisa (Mann) – Regie: Werner Grunow (Hörspiel)
- 1986: Elifius Paffrath: Die Prinzessin und der Spielmann (Töpfer) – Regie: Manfred Täubert (Kinderhörspiel)
- 1986: Ilija Popovski: Wie Jovan ein Held wurde (Bauer, Bojar) – Regie: Ingeborg Medschinski (Kinderhörspiel)
- 1986: Armenisches Volksmärchen: Anahit (Töpfer) – Regie: Uwe Haacke (Kinderhörspiel)
- 1987: Jörg Berrouschot: Kasper und der Drache Feuerspei (Bürgermeister) – Regie: Rüdiger Zeige (Kinderhörspiel/Kurzhörspiel)
- 1987: Russisches Volksmärchen: Auf des Hechtes Geheiß (Hecht) – Regie: Rüdiger Zeige (Kinderhörspiel)
- 1987: Michail Bulgakow: Die letzten Tage (Beneckendorff) – Regie: Ingeborg Medschinski (Hörspiel)
- 1987: Leonid Leonow: Die Bändigung Badadoschkins (Wakuschew) – Regie: Peter Groeger (Hörspiel)
- 1989: Hans Lucke: Der Hund mit der grünen Nase (Hund Struppi) – Regie: Eveline Fuhrmeister (Kinderhörspiel/Kurzhörspiel)

### Sonstige
- 1965: Jiří Ciřkl/Jindřich Polák: Ferdinands Zauberhäuschen (Bärchen Emanek) – Regie: Theodor Popp (Kinderhörspiel – Litera)
- 1966: Brüder Grimm: Hans im Glück (Hans im Glück) – Regie: Theodor Popp (Kinderhörspiel – Litera)
- 1976: Mark Twain: Die Abenteuer des Huckleberry Finn (Junger Mann) – Regie: Theodor Popp (Kinderhörspiel – Litera)

## Auszeichnungen
- 1960: Ehrenzeichen der Deutschen Volkspolizei für die Fernsehreihe Blaulicht[2]
- 1962: Heinrich-Greif-Preis II. Klasse für die Fernsehreihe Blaulicht[3]
- 1966: Silberner Lorbeer des Deutschen Fernsehfunks für die Fernsehreihe Blaulicht[4]